# Salvatore Puccio

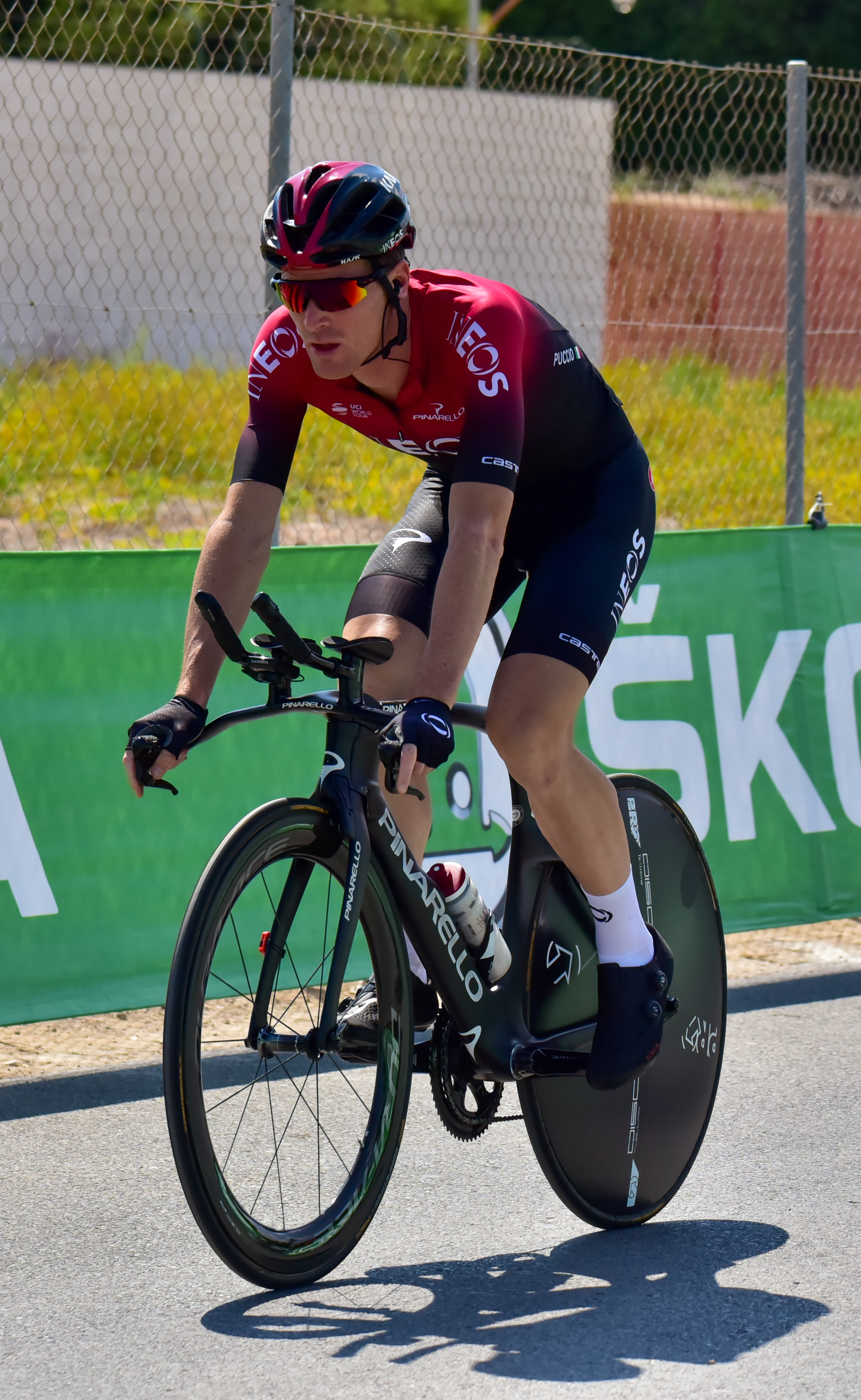
Salvatore Puccio bei der Vuelta a España 2019

Salvatore Puccio (* 31. August 1989 in Menfi) ist ein italienischer Radrennfahrer.

## Sportliche Laufbahn
2007 gewann Salvatore Puccio eine Etappe des Giro della Toscana für Junioren. 
Im Jahr 2011 gewann Puccio die U23-Ausgabe der Flandern-Rundfahrt (U23). Beim  U23-Rennen Coppa della Nazioni belegte er den vierten Platz in der Gesamtwertung und gewann Florenz-Viareggio.  
Zur Saison 2012 erhielt Puccio einen Vertrag beim Team Sky, wurde Elfter der Luxemburg-Rundfahrt und Etappendritter Tour de Suisse. 2013 gewann er mit seinem Team das Mannschaftszeitfahren des Giro d’Italia und 2016 der Vuelta a España. Beim Giro d’Italia 2018 war er einer der Helfer des späteren Gesamtsiegers Chris Froome.

## Erfolge
2007
- Giro della Toscana (Junioren)

2011
- Flandern-Rundfahrt (U23)
- Toscana Coppa delle Nazioni

2013
- Mannschaftszeitfahren Giro d’Italia

2016
- Mannschaftszeitfahren Vuelta a España

## Grand Tours-Platzierungen
| Grand Tour            | 2013 | 2014 | 2015 | 2016 | 2017 | 2018 | 2019 | 2020 | 2021 | 2022 | 2023 | 2024 |
| --------------------- | ---- | ---- | ---- | ---- | ---- | ---- | ---- | ---- | ---- | ---- | ---- | ---- |
| Giro d’ItaliaGiro     | 73   | 98   | 68   | –    | 86   | 64   | 86   | 56   | 94   | 85   | 72   | –    |
| Tour de FranceTour    | –    | –    | –    | –    | –    | –    | –    | –    | –    | –    | –    | –    |
| Vuelta a EspañaVuelta | DNF  | –    | –    | 121  | 78   | 96   | 89   | –    | 98   | –    | –    | –    |